# Xiaomi Mi Band 3

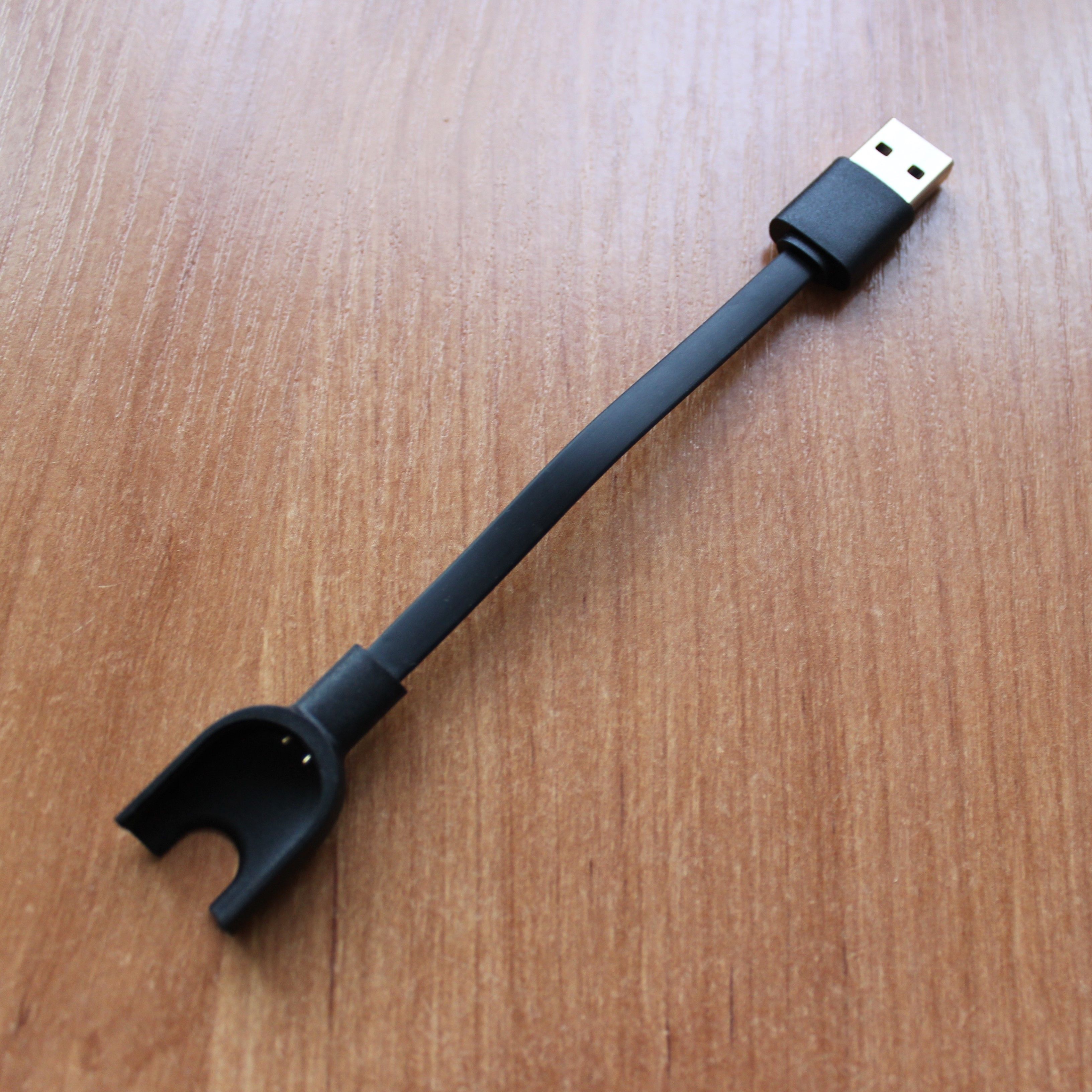
Зарядний кабель Xiaomi Mi Band 3

Xiaomi Mi Band 3 — це фітнес-трекер, розроблений компанією Xiaomi. Браслет випущено 31 травня 2018 року. Має сенсорний OLED дисплей і захист від води та пилу IP68. Браслет підтримує функцію моніторингу частоти серцевих скорочень, хоча і не пропонує постійний показ серцебиття.

## Технічні характеристики
- Бренд: Xiaomi;
- Версія Bluetooth: 4.2 BLE;
- Рівень водонепроникності: IP68 (до 50 метрів, 5 атмосфер);
- Колір: чорний;
- Сумісність: Android 4.4+ / iOS 7.0+;
- Мова: Англійська/Китайська;
- Дисплей: 0.78 OLED, сенсорний, 2.5D;
- Роздільна здатність: 128 x 80 пікселів;
- Кнопка: сенсорна;
- Розмір: 46.9 x 17.9 x 12 мм (Д х Ш х В);
- Вага: 20 г;
- Ємність акумулятора: 110 mAh (до 20 днів роботи);
- Датчики: акселерометр, оптичний датчик серцевого ритму;